# Corée du Sud aux Jeux olympiques d'hiver de 2014
La Corée du Sud participe aux Jeux olympiques d'hiver de 2014 à Sotchi en Russie du 7 au 23 février 2014. Il s'agit de sa dix-septième participation à des Jeux d'hiver.

## Liste des médaillés
| Sport                  | Discipline                   | Sportifs                                              | Date               |                    |
| Médailles d'or : 3     | Médailles d'or : 3           | Médailles d'or : 3                                    | Médailles d'or : 3 | Médailles d'or : 3 |
| ---------------------- | ---------------------------- | ----------------------------------------------------- | ------------------ | ------------------ |
| Patinage de vitesse    | 500 m femmes                 | Lee Sang-Hwa                                          | 11 février         |                    |
| Short-track            | Relais 3 000 mètres femmes   | Shim Suk-hee Park Seung-hi Kong Sangjeong Cho Ha-ri   | 18 février         |                    |
| Short-track            | 1 000 mètres femmes          | Park Seung-hi                                         | 21 février         |                    |
| Médailles d'argent : 3 |                              |                                                       |                    |                    |
| Short-track            | 1 500 mètres femmes          | Shim Suk-Hee                                          | 15 février         |                    |
| Patinage artistique    | Femmes                       | Kim Yuna                                              | 20 février         |                    |
| Patinage de vitesse    | Poursuite par équipes hommes | Joo Hyong-jun Kim Cheol-min Lee Seung-hoon Mo Tae-bum | 22 février         |                    |
| Médaille de bronze : 2 |                              |                                                       |                    |                    |
| Short-track            | 500 m femmes                 | Park Seung-Hi                                         | 13 février         |                    |
| Short-track            | 1 000 mètres femmes          | Shim Suk-hee                                          | 21 février         |                    |

| Sport                           | Médaille d'or, Jeux olympiques | Médaille d'argent, Jeux olympiques | Médaille de bronze, Jeux olympiques | Total |
| ------------------------------- | ------------------------------ | ---------------------------------- | ----------------------------------- | ----- |
| Short-track                     | 2                              | 1                                  | 2                                   | 5     |
| Patinage de vitesse             | 1                              | 1                                  | 0                                   | 2     |
| scope="row" Patinage artistique | 0                              | 1                                  | 0                                   | 1     |
| Total                           | 3                              | 3                                  | 2                                   | 8     |

## Patinage de vitesse
3 000 m femmes (27 classées)
- Kim Bo-reum : 13e - 4 min 12 s 08
- Noh Seon-yeong (en) : 25e - 4 min 19 s 02
- Yang Shin-young : 27e - 4 min 12 s 08

## Curling

### Tournoi féminin
| Corée du Sud                                                                                         |
| --- |
| Skip : Jisun Kim Third : Un Chi Gim Second : Mi Sung Shin Lead : Min Ji Um Remplaçante : Seulbee Lee |

| Rang | Pays            | V | D | bp | bc | Manches gagnées | Manches perdues | Manches blanches | Tirs % |
| ---- | --------------- | - | - | -- | -- | --------------- | --------------- | ---------------- | ------ |
| 1    | Canada          | 9 | 0 | 72 | 40 | 42              | 27              | 12               | 86     |
| 2    | Suède           | 7 | 2 | 58 | 52 | 37              | 35              | 13               | 80     |
| 3    | Suisse          | 5 | 4 | 63 | 60 | 37              | 38              | 13               | 78     |
| 4    | Grande-Bretagne | 5 | 4 | 74 | 58 | 39              | 35              | 9                | 80     |
| 5    | Japon           | 4 | 5 | 59 | 67 | 39              | 41              | 4                | 76     |
| 6    | Danemark        | 4 | 5 | 57 | 56 | 34              | 40              | 12               | 78     |
| 7    | Chine           | 4 | 5 | 58 | 62 | 36              | 38              | 10               | 81     |
| 8    | Corée du Sud    | 3 | 6 | 60 | 65 | 35              | 37              | 10               | 79     |
| 9    | Russie          | 3 | 6 | 48 | 56 | 33              | 35              | 19               | 82     |
| 10   | États-Unis      | 1 | 8 | 42 | 75 | 33              | 40              | 8                | 76     |

Les quatre premières équipes en tête à la fin du premier tour sont qualifiées directement pour les demi-finales.
| Équipes      | 1 | 2 | 3 | 4 | 5 | 6 | 7 | 8 | 9 | 10 | 11 | Total |
| ------------ | - | - | - | - | - | - | - | - | - | -- | -- | ----- |
| Corée du Sud | 0 | 2 | 0 | 2 | 0 | 3 | 0 | 2 | 1 | 2  | -  | 12    |
| Japon        | 2 | 0 | 1 | 0 | 2 | 0 | 2 | 0 | 0 | 0  | -  | 7     |

| Équipes      | 1 | 2 | 3 | 4 | 5 | 6 | 7 | 8 | 9 | 10 | 11 | Total |
| ------------ | - | - | - | - | - | - | - | - | - | -- | -- | ----- |
| Corée du Sud | 0 | 1 | 0 | 1 | 0 | 0 | 2 | 0 | 2 | 0  | -  | 6     |
| Suisse       | 0 | 0 | 0 | 0 | 2 | 3 | 0 | 2 | 0 | 1  | -  | 8     |

| Équipes      | 1 | 2 | 3 | 4 | 5 | 6 | 7 | 8 | 9 | 10 | 11 | Total |
| ------------ | - | - | - | - | - | - | - | - | - | -- | -- | ----- |
| Corée du Sud | 0 | 1 | 0 | 1 | 0 | 1 | 0 | 0 | 1 | X  | -  | 4     |
| Suède        | 0 | 0 | 1 | 0 | 3 | 0 | 1 | 2 | 0 | X  | -  | 7     |

| Équipes      | 1 | 2 | 3 | 4 | 5 | 6 | 7 | 8 | 9 | 10 | 11 | Total |
| ------------ | - | - | - | - | - | - | - | - | - | -- | -- | ----- |
| Russie       | 1 | 0 | 1 | 0 | 1 | 0 | 0 | 1 | 0 | X  | -  | 4     |
| Corée du Sud | 0 | 2 | 0 | 2 | 0 | 0 | 3 | 0 | 1 | X  | -  | 8     |

| Équipes      | 1 | 2 | 3 | 4 | 5 | 6 | 7 | 8 | 9 | 10 | 11 | Total |
| ------------ | - | - | - | - | - | - | - | - | - | -- | -- | ----- |
| Corée du Sud | 0 | 0 | 2 | 0 | 0 | 1 | 0 | 0 | X | X  | -  | 3     |
| Chine        | 0 | 3 | 0 | 0 | 3 | 0 | 3 | 2 | X | X  | -  | 11    |

| Équipes         | 1 | 2 | 3 | 4 | 5 | 6 | 7 | 8 | 9 | 10 | 11 | Total |
| --------------- | - | - | - | - | - | - | - | - | - | -- | -- | ----- |
| Grande-Bretagne | 0 | 3 | 0 | 1 | 1 | 0 | 2 | 0 | 0 | 3  | -  | 10    |
| Corée du Sud    | 2 | 0 | 0 | 0 | 0 | 2 | 0 | 2 | 2 | 0  | -  | 8     |

| Équipes      | 1 | 2 | 3 | 4 | 5 | 6 | 7 | 8 | 9 | 10 | 11 | Total |
| ------------ | - | - | - | - | - | - | - | - | - | -- | -- | ----- |
| Danemark     | 0 | 0 | 0 | 1 | 0 | 2 | 3 | 0 | 1 | 0  | -  | 7     |
| Corée du Sud | 0 | 1 | 0 | 0 | 1 | 0 | 0 | 1 | 0 | 1  | -  | 4     |

| Équipes      | 1 | 2 | 3 | 4 | 5 | 6 | 7 | 8 | 9 | 10 | 11 | Total |
| ------------ | - | - | - | - | - | - | - | - | - | -- | -- | ----- |
| Corée du Sud | 4 | 1 | 0 | 2 | 2 | 0 | 2 | X | X | X  | -  | 11    |
| États-Unis   | 0 | 0 | 1 | 0 | 0 | 1 | 0 | X | X | X  | -  | 2     |

Session 12 - lundi 17 février 2014, à 19h00
| Équipes      | 1 | 2 | 3 | 4 | 5 | 6 | 7 | 8 | 9 | 10 | 11 | Total |
| ------------ | - | - | - | - | - | - | - | - | - | -- | -- | ----- |
| Canada       | 0 | 1 | 0 | 2 | 1 | 0 | 1 | 2 | 2 | X  | -  | 9     |
| Corée du Sud | 2 | 0 | 2 | 0 | 0 | 0 | 0 | 0 | 0 | X  | -  | 4     |